# 安部山公園駅
安部山公園駅（あべやまこうえんえき）は、福岡県北九州市小倉南区湯川新町四丁目にある、九州旅客鉄道（JR九州）日豊本線の駅である。駅番号はJF05。

## 歴史
開業当初は無人駅であったが、乗降客が急増したためテントを設営して乗車券を販売し、その後にプレハブの駅本屋を設置した。

### 年表
- 1987年（昭和62年）
  - 3月9日：日本国有鉄道が臨時乗降場として開設[1][3]。開業時は無人駅である[4]。なお、開業前の仮称は「葛原」だった[3]。
  - 4月1日：国鉄分割民営化により、九州旅客鉄道（JR九州）が継承。駅に昇格[1]。
- 2000年（平成12年）9月22日：自動改札機を設置し、供用開始[5]。
- 2009年（平成21年）3月1日：ICカード「SUGOCA」の供用開始[6]。
- 2022年（令和4年）3月11日：みどりの窓口の営業を終了[7][8]。
- 2023年（令和5年）10月1日：JR九州サービスサポートによる業務委託駅から[9]九州旅客鉄道本体による直営駅へと変更される[10]。

## 駅構造

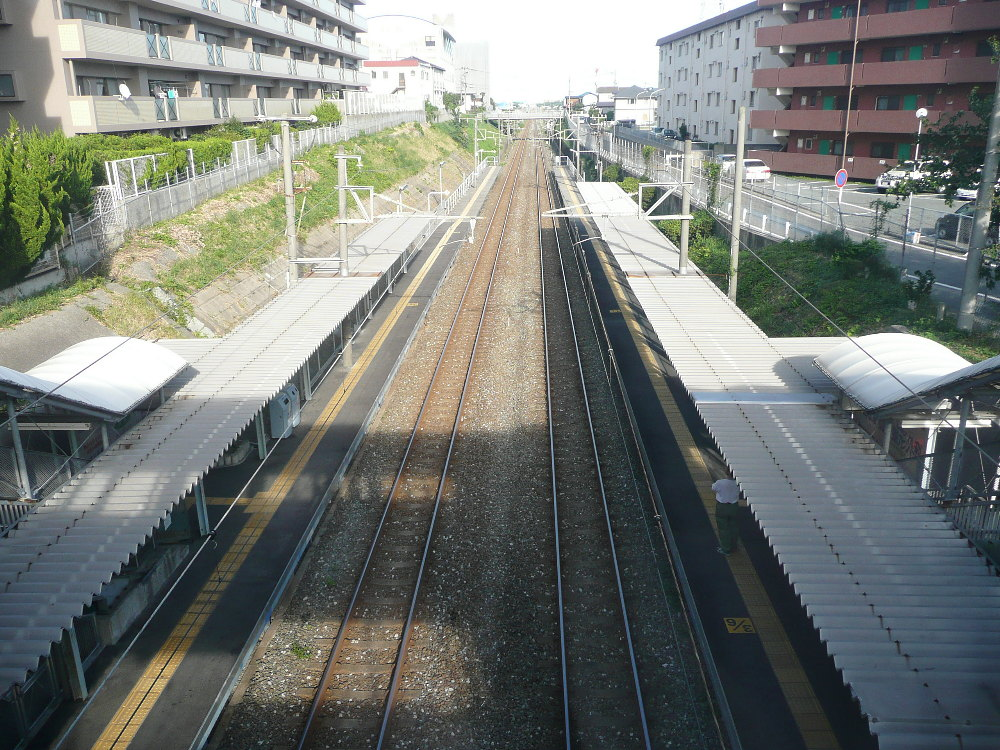
ホーム（2007年8月。跨線橋から望む）

相対式ホーム2面2線を有し、跨線橋から駅本屋を介して国道10号が通る高架道路に設置された狭い歩道に接している。その歩道で、北側（安部山公園方）と南側（横代方）にそれぞれ、階段で往来することが出来る。
開業から、2023年の直営化まで、JR九州サービスサポート（旧JR九州鉄道営業）が駅業務を受託する業務委託駅であった。SUGOCAの使用が可能である。JRの特定都区市内制度における「北九州市内」の駅である。

### のりば
| のりば | 路線     | 方向 | 行先                   |
| ------ | -------- | ---- | ---------------------- |
| 1      | 日豊本線 | 上り | 小倉・門司港・下関方面 |
| 2      | 日豊本線 | 下り | 行橋・中津・宇佐方面   |

## 利用状況
2023年（令和5年）度の1日平均乗車人員は2,276人である。
JR九州及びとうけい北九州によると、近年の1日平均乗車人員の推移は下記の通り。
| 年度   | 1日平均 乗車人員 |
| ------ | ---------------- |
| 2000年 | 2,266            |
| 2001年 | 2,207            |
| 2002年 | 2,156            |
| 2003年 | 2,237            |
| 2004年 | 2,292            |
| 2005年 | 2,386            |
| 2006年 | 2,327            |
| 2007年 | 2,354            |
| 2008年 | 2,413            |
| 2009年 | 2,460            |
| 2010年 | 2,528            |
| 2011年 | 2,554            |
| 2012年 | 2,578            |
| 2013年 | 2,645            |
| 2014年 | 2,579            |
| 2015年 | 2,623            |
| 2016年 | 2,493            |
| 2017年 | 2,407            |
| 2018年 | 2,378            |
| 2019年 | 2,354            |
| 2020年 | 1,928            |
| 2021年 | 2,071            |
| 2022年 | 2,166            |
| 2022年 | 2,276            |

## 駅周辺

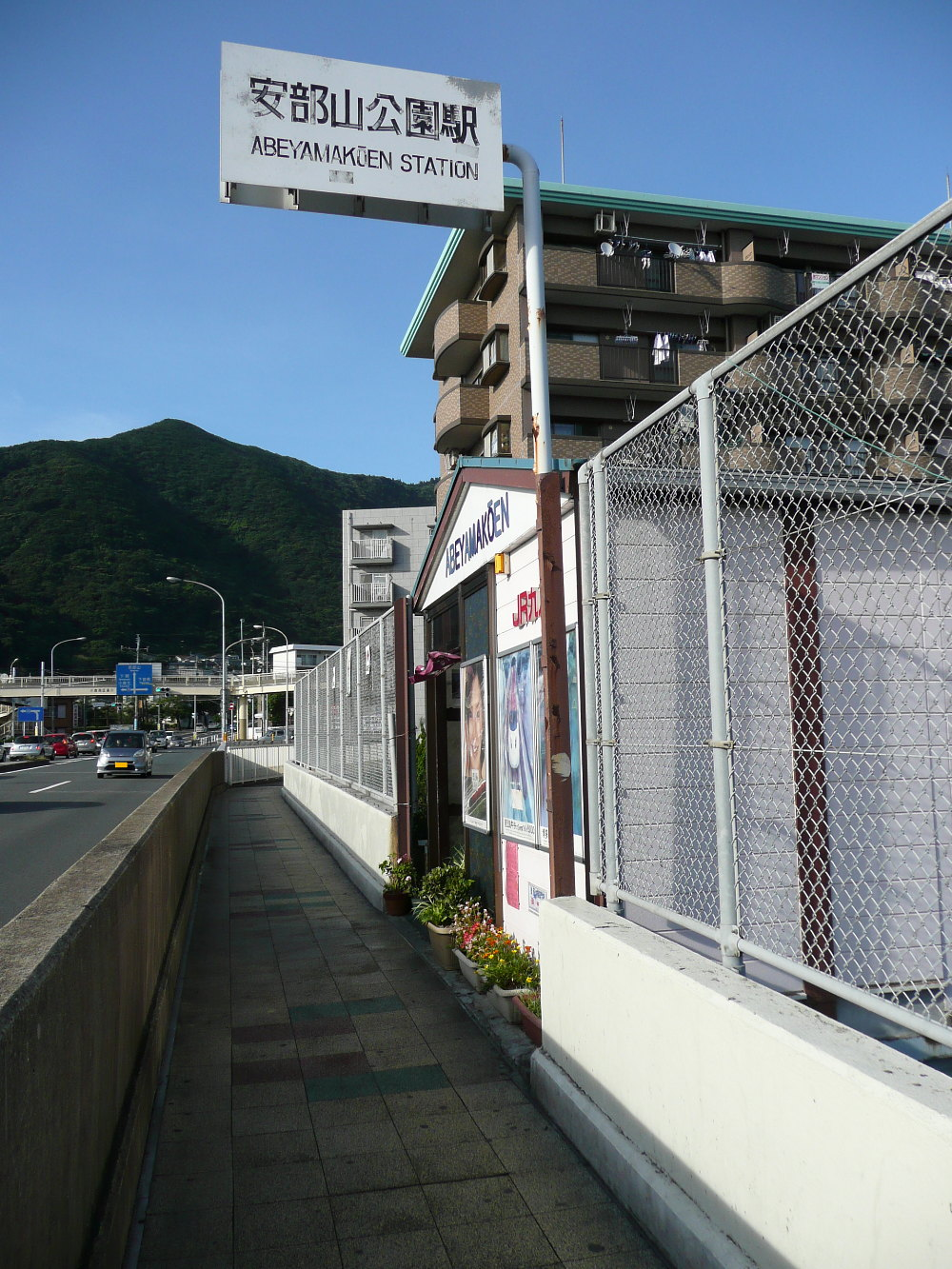
駅舎と駅前の歩道（2007年8月）

小倉南区の北部にある。駅の北側にある同名の安部山公園は桜の名所として知られる。小倉駅までは最速11分で行けるため、駅の周囲は住宅地が多く朝夕は通勤・通学者が多い。駅の入口は国道10号の高架にのみ接続しており、やや分かりにくい場所に駅が存在する。
- 国道10号[1]
- 安部山公園
- 北九州湯川病院
- 西鉄バス「安部山入口」停留所
- サンリブシティ小倉
- ニトリ小倉南
- 西日本シティ銀行城野支店湯川出張所
- 北九州市立湯川中学校
- 西日本看護専門学校
- ザザホラヤ小倉総本店
- 日本郵政湯川郵便局
- ゆめマート小倉東店
- 資さんうどん湯川店

## 隣の駅
九州旅客鉄道（JR九州）
 日豊本線
■快速
通過
■普通
城野駅 (JF04) - 安部山公園駅 (JF05) - 下曽根駅 (JF06)